# 傑克·德羅米
傑克·德羅米（英語：Jack Dromey，1948年9月21日—2022年1月7日）是一位英格蘭政治人物，他的黨籍是工黨。自2010年開始，他擔任伯明罕厄丁頓選區選出的英國下議院議員，直至逝世。他曾經擔任影子內閣的地方政府大臣。